# Кристиан Август фон Анхалт-Цербст
Кристиан Август фон Анхалт-Цербст (на немски: Christian August von Anhalt-Zerbst; * 29 ноември 1690 в Дорнбург на Елба; † 16 март 1747 в Цербст) от род Аскани е пруски генерал-фелдмаршал и от 1742 до 1747 г. княз на Княжество Анхалт-Цербст. Той е баща на руската императрица Екатерина II. 
Той е третият син на княз Йохан Лудвиг I фон Анхалт-Цербст (1656 – 1704) и съпругата му Христина Елеонора фон Цойч (1666 – 1669). Той, братята и сестрите му през 1689 г. са издигнати от император Леополд I в съсловието на имперските князе.
През 1741 г. Кристиан Август е генерал на инфантерията. На 5 юни същата година е губернатор на Щетин. На 16 май 1742 г. Фридрих II му дава най-високия ранг генерал-фелдмаршал. От ноември 1742 г., след смъртта на Йохан Август (син на чичо му Карл Вилхелм фон Анхалт-Цербст), той става управляващ княз на Анхалт-Цербст, заедно с по-големия му брат Йохан Лудвиг II (1688 – 1746), и се мести от Щетин в Цербст.

## Фамилия
Кристиан Август се жени през 1727 г. във Фехелде при Брауншвайг за 15-годишната Йохана Елизабет фон Шлезвиг-Холщайн-Готорп (1712 – 1760), дъщеря на Христиан Август фон Шлезвиг-Холщайн-Готорп, сестра на шведския крал Адолф Фридрих.
Кристиан Август и Йохана Елизабет фон Шлезвиг-Холщайн-Готорп имат децата:
- София Фредерика Августа (1729 – 1796) като Екатерина II Велика императрица на Русия (1762 – 1796)

∞ 1 септември 1745 г. в Санкт Петербург за Петър III (1728 – 1762), цар на Русия (1762)
- Вилхелм Кристиан Фридрих (1730 – 1742)
- Фридрих Август (1734 – 1793), княз на Анхалт-Цербст 1747 – 1793)

∞ Цербст (17 ноември 1753) принцеса Каролина фон Хессн-Касел (1732 – 1759)
∞ Баленщет (27 май 1764) принцеса Фридерика фон Анхалт-Бернбург (1744 – 1827)
- Августа Кристина Шарлота (1736)
- Елизабет Улрика (1742 – 1745)